# تقليم الأشجار
تقليم الأشجار (بالإنجليزية: Pruning) هي عملية تهدف إلى تجديد الأشجار، التحكم في نموها، إزالة الأفرع الميتة، وتجهيز الشجر المثمر لموسم إثمار جديد.
هو قطع للأفرع الخضرية للنباتات وذلك لتقوية الساق الرئيسة ومنع زيادة تفريعها مع إزالة الأجزاء الجافة والمتشابكة والقريبة من سطح التربة. يتيح التقليم وصول الضوء إلى كل أجزاء الشجرة ويسهّل رش الأشجار وقطف الثمار الناضجة. وتتم هذه العملية وفقاً لنوعية النبات والغرض من زراعته. يمكن تقليم أشجار الفواكه حينما تُنقل إلى الحقل من المشتل، حيث يتم تقليمها إلى ارتفاع حوالي (90 سم) مما يؤدي إلى نمو الفروع. وفي السنة التالية، يختار البستاني أقوى وأجود الأغصان لتبقى في الشجرة، ويقطع الأخرى. وتحتاج أشجار الفواكه في أولى سنواتها لقليل من التقليم. وعادة تُستخدم أنواع متعددة من أدوات التقليم والقص والتشكيل للأشجار والشجيرات.

## أنواع التقليم

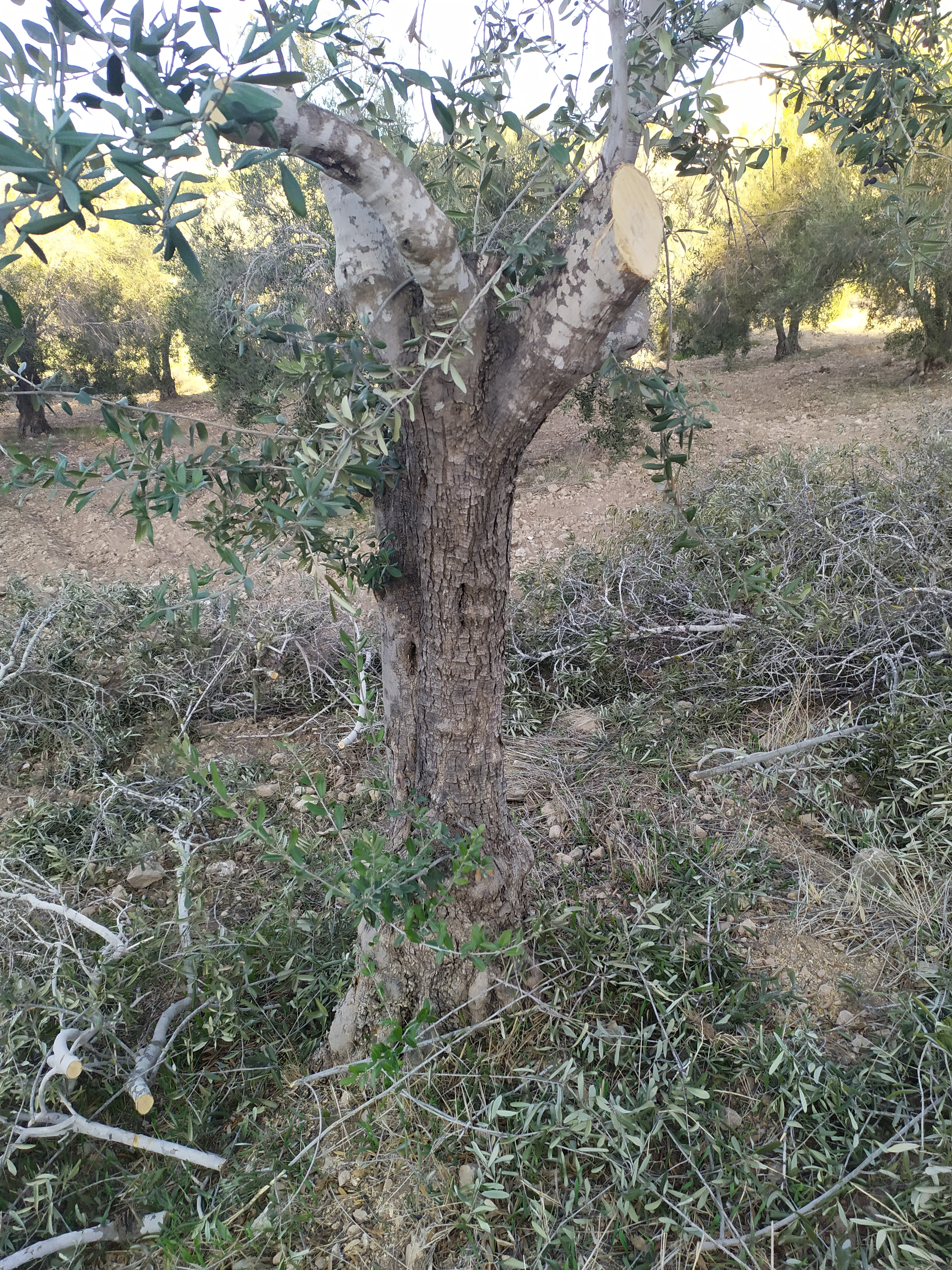
تقليم تجديد أشجار الزيتون الكبيرة

يختلف تقليم الأشجار وفقا لعمر الشجرة ونوعها وموسم إثمارها وهيكلها الخشبى.